# Ministerio de Economía y Finanzas (Ecuador)
El Ministerio de Economía y Finanzas de Ecuador es la cartera de Estado encargada de la política económica y financiera del Ecuador.

## Historia
En 1830, tras de la creación del Estado de Ecuador, fue erigido el Ministerio de Hacienda, mismo que conservó su nombre hasta el 31 de julio de 1944 bajo la segunda presidencia de José María Velasco Ibarra, en el que fue sustituido por el Ministerio del Tesoro. 
El 24 de enero de 1964, durante el mandato de la Junta Militar de Gobierno, se creó el Ministerio de Finanzas y Crédito Público. 

Bajo la presidencia de Gustavo Noboa fue sustituido por el Ministerio de Economía y Finanzas. 

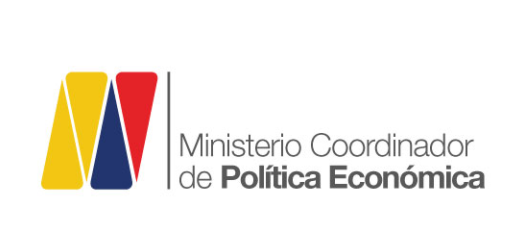
Logotipo del Ministerio Coordinador de la Política Económica

Durante el gobierno de Rafael Correa pasó a ser simplemente Ministerio de Finanzas, en 2007. También se firmó el Decreto Ejecutivo N° 117-A del 15 de febrero de 2007, en el que se creaba el Ministerio Coordinador de la Política Económica, paralelo a este ministerio. 
El 25 de mayo de 2017, el presidente Lenin Moreno firmó el decreto ejecutivo 7 con el que daba paso a la fusión del Ministerio de Coordinación de Políticas Económicas con el Ministerio de Finanzas, dando a luz el nuevo y actual nombre (art. 3).